# لورا بنكارت
لورا آنا بنكارت (بالألمانية: Laura Anna Benkarth) هي لاعبة كرة قدم ألمانية بمركز حراسة المرمى ولدت في يوم 14 أكتوبر 1992 في مدينة فرايبورغ في ألمانيا، تلعب حالياً مع نادي بايرن ميونخ للسيدات وسبق لها اللعب مع نادي فرايبورغ، في سنة 2015 بدأت باللعب مع منتخب ألمانيا لكرة القدم للسيدات وفازت معهم بالميدالية الذهبية في دورة الألعاب الأولمبية الصيفية 2016 في ريو دي جانيرو، يبلغ طولها 173 سم.

## روابط خارجية
- لورا بنكارت على موقع الاتحاد الدولي (مؤرشف)  (الإنجليزية)
- لورا بنكارت على موقع الاتحاد الأوربي (الإنجليزية)
- لورا بنكارت على موقع قاعدة بيانات كرة القدم.إي يو (الإنجليزية)
- لورا بنكارت على موقع بيانات كرة القدم. دي إي (الألمانية)
- لورا بنكارت على موقع Soccerway.com (الإنجليزية)
- لورا بنكارت على موقع عالم كرة القدم.نت (الإنجليزية)
- لورا بنكارت على موقع اللجنة الأولمبية الدولية (الإنجليزية)
- لورا بنكارت على موقع أوليمبيديا (الإنجليزية)
- لورا بنكارت على موقع اللجنة الأولمبية الألمانية (الألمانية)